# 一加手机8T
一加手机 8T（英語：OnePlus 8T）是由一加生产，基于 Android 系统的一款智能手机，于2020年10月14日海外发布，10 月 15 日中国大陆发布。一加 8T 拥有多种版本，包括运营商 T-Mobile US 在美国地区的有锁版本，该版本被重命名为 OnePlus 8T+；以及仅在中国大陆发售、与 CD Projekt Red 旗下游戏《赛博朋克 2077》联名的一加手机 8T 赛博朋克 2077 联名版，该联名版在稍晚的 11 月 2 日正式发布。

## 参数

### 外观设计
一加手机 8T 的在结构设计上与前代一加 8 系列类似，均采用双面玻璃搭配阳极氧化铝合金中框的三明治设计，屏幕玻璃为康宁第五代大猩猩玻璃，并在屏幕左上角有挖孔式前置摄像头。不同之处在于 8T 采用了直屏设计，而非一加 8 系列的曲面屏。后盖设计亦有大幅修改，摄像头排布由前代的中置纵向单列排布变为左上角双列矩阵模块，第一列包含三个摄像头，第二列包含深度传感器、色温传感器和双 LED 闪光灯。
而作为特殊版本的一加 8T 赛博朋克 2077 联名版再次大幅修改了背部设计，整体模块由左上角大幅扩大到占据整个背部上端，并在模块右侧印有 2077 字样，背板玻璃工艺亦修改为采用了三种不同蚀刻工艺的特殊背板，并在背板底部加入赛博朋克 2077 的游戏商标。
普通版一加 8T 拥有两种配色，分别为青绿色调的“青域”及银色调的“银时”。

### 硬件
一加手机 8T 搭载配有 Adreno 650 图形处理器的高通骁龙 865 处理平台，配有 128 或 256 GB UFS 3.1 存储以及 8 或 12 GB LPDDR4X RAM，不支持存储扩展。配备双立体声扬声器，但没有 3.5mm TRS 耳机接口。生物识别方式包括屏下光学指纹和面部识别。
屏幕规格为 6.55 英寸 1080p AMOLED ，长宽比为 20:9 ，支持 HDR10+，相比前代，一加 8T 将屏幕刷新率从 90Hz 升级到了 120Hz。电池容量也略有升级，为 4500mAh。充电方面，相比前代的 30w Warp Charge 私有协议，一加8T将私有协议功率提升到了 65w，并兼容 27w 的 USB PD 公有协议快充；同时充电器也升级为 C to C 输电，并在充电器端兼容 45w 的 USB PD 快充。
无锁版的 8T 支持双SIM卡，即便手机内部有防水防尘密封，但无锁版 8T 并无 IP 等级认证。美国 T-Mobile 有锁版本为单SIM卡槽，但具有 IP68 防护等级。

### 相机
一加手机 8T 配备四摄像头后摄阵列，由 4800 万像素主传感器、1600 万像素超广角传感器、500 万像素微距传感器和 200 万像素黑白传感器组成。大部分相机硬件与前代相比没有变化，但主传感器升级为索尼 IMX586。前置摄像头配备 1600 万像素传感器。

### 软件
一加手机 8T 出厂运行氢OS 11（中国大陆）或 OxygenOS 11（海外），均基于 Android 11 系统。这是在 Google 自家产线 Pixel 之外第一款预装 Android 11 的手机。2021年一加宣布由 ColorOS 替代原有的自研系统氢OS，自 Android 12 以后，一加 8T 的原厂系统更换为 ColorOS。

### 版本
一加手机 8T 有多个版本。差异通常在于支持的频段和定价。
| 型号        | 版本   | 地区                   |
| ----------- | ------ | ---------------------- |
| 一加手机 8T | KB2000 | 中国大陆               |
| 一加手机 8T | KB2001 | 印度                   |
| 一加手机 8T | KB2003 | 欧洲                   |
| 一加手机 8T | KB2005 | 国际                   |
| OnePlus 8T+ | KB2007 | T-Mobile运营商有锁版本 |